# Freiung (Stulln)
Freiung ist ein Ortsteil der Gemeinde Stulln im Landkreis Schwandorf des Regierungsbezirks Oberpfalz im Freistaat Bayern.

## Geografie
Freiung liegt am Ebertsbierlbach 3 Kilometer nordwestlich von Stulln, 1 Kilometer südöstlich der Bundesautobahn 6 und 1,5 Kilometer nordwestlich der Staatsstraße 2040. 640 Meter westlich von Freiung fließt der Hüttenbach in Richtung Südosten der Naab zu. Südlich von Freiung erhebt sich der 412 Meter hohe Riesenberg. Die Umgebung von Freiung ist von Quellen und Bächen geprägt, deren Wasser in zahlreichen Fischweihern genutzt wird. Im Untergrund von Freiung gibt es Flussspatvorkommen, die bis in die 1960er Jahre abgebaut wurden.

## Geschichte
Freiung (auch: Freyung) wurde im Herdstättenbuch von 1762 mit einer Herdstätte, kein Inwohner, erstmals schriftlich erwähnt. 1792 hatte Freiung 1 hausgesessenen Amtsuntertanen. 1808 gab es in Freiung 1 Anwesen. Es handelte sich um eine Abdeckerei mit Stallung und Stadl unter einem Dach. Der Wasenmeister hieß Stephan Aichner. Das Grundstück hatte einen Schätzwert von 700 Gulden.
1808 begann in Folge des Organischen Ediktes des Innenministers Maximilian von Montgelas in Bayern die Bildung von Gemeinden. Dabei wurde das Landgericht Nabburg zunächst in landgerichtische Obmannschaften geteilt. Freiung kam zur Obmannschaft Stulln. Zur Obmannschaft Stulln gehörten: Stulln, Brensdorf, Grafenricht, Säulnhof, Schanderlhof, Vierbruckmühle, Geiselhof, Säulnhofermühle und Freiung.
Dann wurden 1811 in Bayern Steuerdistrikte gebildet. Dabei kam Freiung zum Steuerdistrikt Säulnhof. Der Steuerdistrikt Säulnhof bestand aus den Dörfern Säulnhof und Grafenricht, den Einöden Schanderlhof, Vierbruckmühle, Geiselhof, Säulnhofermühle und der Abdeckerei Freiung. Er hatte 26 Häuser, 170 Seelen, 250 Morgen Äcker, 60 Morgen Wiesen, 25 Morgen Holz, 5 Weiher, 5 Morgen öde Gründe und Wege, 2 Pferde, 38 Ochsen, 24 Kühe, 25 Stück Jungvieh, 75 Schafe und 24 Schweine.
Schließlich wurde 1818 mit dem Zweiten Gemeindeedikt die übertriebene Zentralisierung weitgehend rückgängig gemacht und es wurden relativ selbständige Landgemeinden mit eigenem Vermögen gebildet, über das sie frei verfügen konnten. Hierbei kam Freiung zur Ruralgemeinde Stulln. Die Gemeinde Stulln bestand aus den Ortschaften Stulln mit 20 Familien, Brensdorf mit 18 Familien, Grafenricht mit 8 Familien, Säulnhof mit 11 Familien, Schanderlhof mit 1 Familie, Vierbruckmühle mit 2 Familien, Geiselhof mit 2 Familien und Freiung mit 1 Familie.
Freiung gehört zur Pfarrei Schmidgaden im Dekanat Nabburg. 1997 hatte Freiung 5 Katholiken.

## Einwohnerentwicklung ab 1819
| Jahr | Einwohner | Gebäude |
| ---- | --------- | ------- |
| 1819 | 1 Familie | k. A.   |
| 1828 | 5         | 1       |
| 1838 | 5         | 1       |
| 1864 | 19        | 4       |
| 1875 | 14        | 10      |
| 1885 | 12        | 1       |
| 1900 | 13        | 3       |
| 1913 | 9         | 2       |

| Jahr | Einwohner | Gebäude |
| ---- | --------- | ------- |
| 1925 | 17        | 2       |
| 1950 | 25        | 1       |
| 1961 | 43        | 4       |
| 1964 | 43        | 4       |
| 1970 | 12        | k. A.   |
| 1987 | 6         | 2       |
| 2011 | 5         | k. A.   |

## Bergbau
Bei Freiung gab es mehrere Bergwerke, in denen Flussspat abgebaut wurde. Dazu gehörten der Reichhart-Schacht, der Gottes-Segen-Schacht, die Grube Hermine E, die Flussspatgrube Erika SE und die Grube Helene. Die Gruben werden als ausgewiesene Geotope gelistet, sind aber nicht mehr zugänglich.
Von 1890 bis 1921 baute Wilhelm Reichhart bei Freiung aus einem 40 Meter tiefen Schacht Flussspat ab. Der Flussspat wurde mit Pferdefuhrwerken nach Schwarzenfeld befördert und von dort mit der Eisenbahn zu den Glashütten in Böhmen.
Josef Reichart betrieb das Bergwerk von 1974 bis 1987 als Schaubergwerk. Ein Problem war das einströmende Grundwasser. Pro Tag mussten 400 bis 500 Kubikmeter Wasser abgepumpt werden. 1987 wurden die Grube Hermine und die Grube Helene stillgelegt und die Grundwasserführung beendet. Damit wurde das Schaubergwerk in Freiung geflutet.
Ende des 20. Jahrhunderts wurde bei Freiung wieder Grundwasser abgepumpt. Dies nutzte Konrad Reichert, um das Schaubergwerk wieder in Betrieb zu nehmen und es weiter auszubauen. 1996 wurde es für den Besucherverkehr freigegeben und bis 1999 noch weiter ausgebaut. 2013 wurde das Schaubergwerk Freiung aus Kostengründen geschlossen, ebenso wie das Schaubergwerk am Kocher-Stollen in Wölsendorf.